# Alfred Tysoe
Alfred Ernest Tysoe (né le 21 mars 1874 à Padiham près de Burnley et mort le 26 octobre 1901 à Blackpool) est un athlète britannique spécialiste des courses de demi-fond et de fond.
Il établit la meilleure performance mondiale sur 800 yards quelques jours avant le début des Jeux olympiques de 1900 à Paris. Il remporte la finale du 800 m en 2 min 1 s 2, devant les Américains John Cregan et David Hall. Il s'impose par ailleurs dans l'épreuve collective du 5 000 m au sein d'une équipe mixte.
Il meurt en octobre 1901 à l'âge de 27 ans des suites d'une pleurésie.

## Liens externes

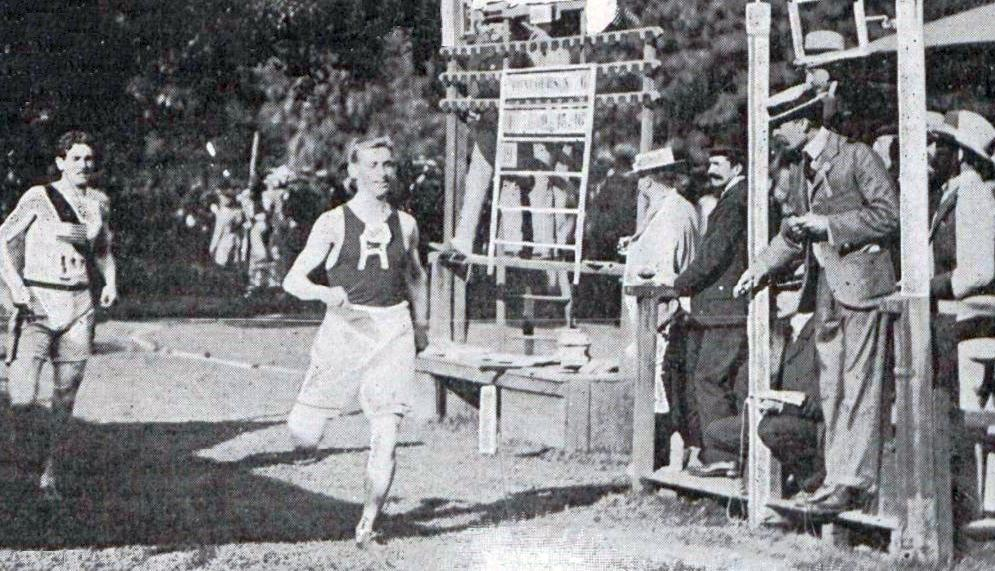
Alfred Tysoe, vainqueur du 800 mètres aux Jeux Olympiques de 1900.